# Kahna Nau
Kahna Nau é uma cidade do Paquistão localizada na província de Punjab.